# Пирс, Уэбб
Уэбб Пирс (англ. Webb Pierce, 8 августа 1921 — 24 февраля 1991) — американский певец и композитор, один из наиболее популярных исполнителей кантри.

## Биография
Родом из Уэст-Монро, штат Луизиана, Уэбб Пирс был звездой музыкального шоу Louisiana Hayride и одним из самых популярных исполнителей хонки тонк. Он регулярно выступал в Grand Ole Opry в Нэшвилле, Теннесси. Его знаменитый хит «There Stands the Glass», записанный в 1953-м году, считается одной из классических «застольных песен» в истории кантри. Были и другие хиты, включая «In the Jailhouse Now» (21 неделя на № 1 в Hot Country Songs в 1955 году, этот рекорд продержался до 2013 года), «More and More», «Back Street Affair», «Why, Baby, Why», «Oh, So Many Years» и «Finally». Последние две были записаны в дуэте с Китти Уэллс.
Помимо музыки, Пирс был известен своим роскошным поместьем в Нэшвилле, с бассейном в форме гитары и множеством других диковинок.
Уэбб Пирс получил звезду на голливудской аллее славы, а в 2001-м году был введён в Зал славы кантри-музыки.

## Смерть
Пирс вел длительную борьбу с раком поджелудочной железы, от которого скончался 24 февраля 1991 года и был похоронен в Woodlawn Memorial Park Cemetery в Нэшвилле.